# Michael Simon Reis
Michael Simon Reis (* 1984 in Büchlberg) ist ein deutscher Koch. 

## Werdegang
Nach der Ausbildung ging Reis 2002 zum Restaurant Brandstätter in Salzburg (ein Michelinstern) und 2004 zum 
Restaurant Johanna Maier in Filzmoos (zwei Michelinsterne).
2005 wechselte er zum Restaurant Villa Hammerschmiede in Pfinztal, 2006 zum Restaurant Steirereck in Wien (zwei Michelinsterne). 2008 ging er nach 
Mallorca zum Restaurant Tristan (zwei Michelinsterne) und schloss eine Ausbildung zum Küchenmeister in Wien ab. 2009 kochte er in Spanien im Restaurant Arzak in San Sebastian (drei Michelinsterne).
Von 2010 bis 2013 absolvierte er ein Pädagogikstudium an der Pädagogischen Hochschule Wien. In der Zeit arbeitete er im Kreativ- und Entwicklungsteam im Restaurant Steirereck in Wien (zwei Michelinsterne). 
Seit September 2013 ist er Küchenchef im Restaurant Johanns in  Waldkirchen. Das Restaurants befindet sich im Modehaus Garhammer, der Name bezieht sich auf den Vornamen des Gründers. Seit dem Guide Michelin 2015 wird das Restaurant mit einem Stern ausgezeichnet.

## Auszeichnungen
- 2004 Silbermedaille (Mannschaft) bei der Olympiade der Köche in Erfurt[1]
- 2014: Ein Stern im Guide Michelin 2015